# Cercle d'Assilah
Le cercle d'Assilah est une subdivision administrative territoriale marocaine située dans la préfecture de Tanger-Assilah en région Tanger-Tétouan-Al Hoceïma, dont elle est l'un des deux cercles de la préfecture. On compte 33 463 habitants dans le cercle en 2024.

## Structure du cercle

### Composition du cercle
Le cercle est composé de 4 communes ainsi que de 2 caïdats.
| Commune         | Caïdat       | Nombre d'habitants |
| --------------- | ------------ | ------------------ |
| Aquouass Briech | Gharbia      | 4 981              |
| Had Al Gharbia  | Gharbia      | 12 838             |
| Sahel Chamali   | Sidi Lyamani | 5 028              |
| Sidi Lyamani    | Sidi Lyamani | 10 616             |